# Sylvie Readman
Sylvie Readman (née le 10 août 1958 à Québec) est une photographe canadienne,. 

## Biographie
Elle est professeure titulaire à l’École des arts visuels et médiatiques de l'Université du Québec à Montréal. Son travail artistique fait partie des collections du Musée des beaux-arts du Canada et du Musée national des beaux-arts du Québec.   

## Prix et distinctions
- 2000 : Récipiendaire du prix Graff